# 光明池運転免許試験場

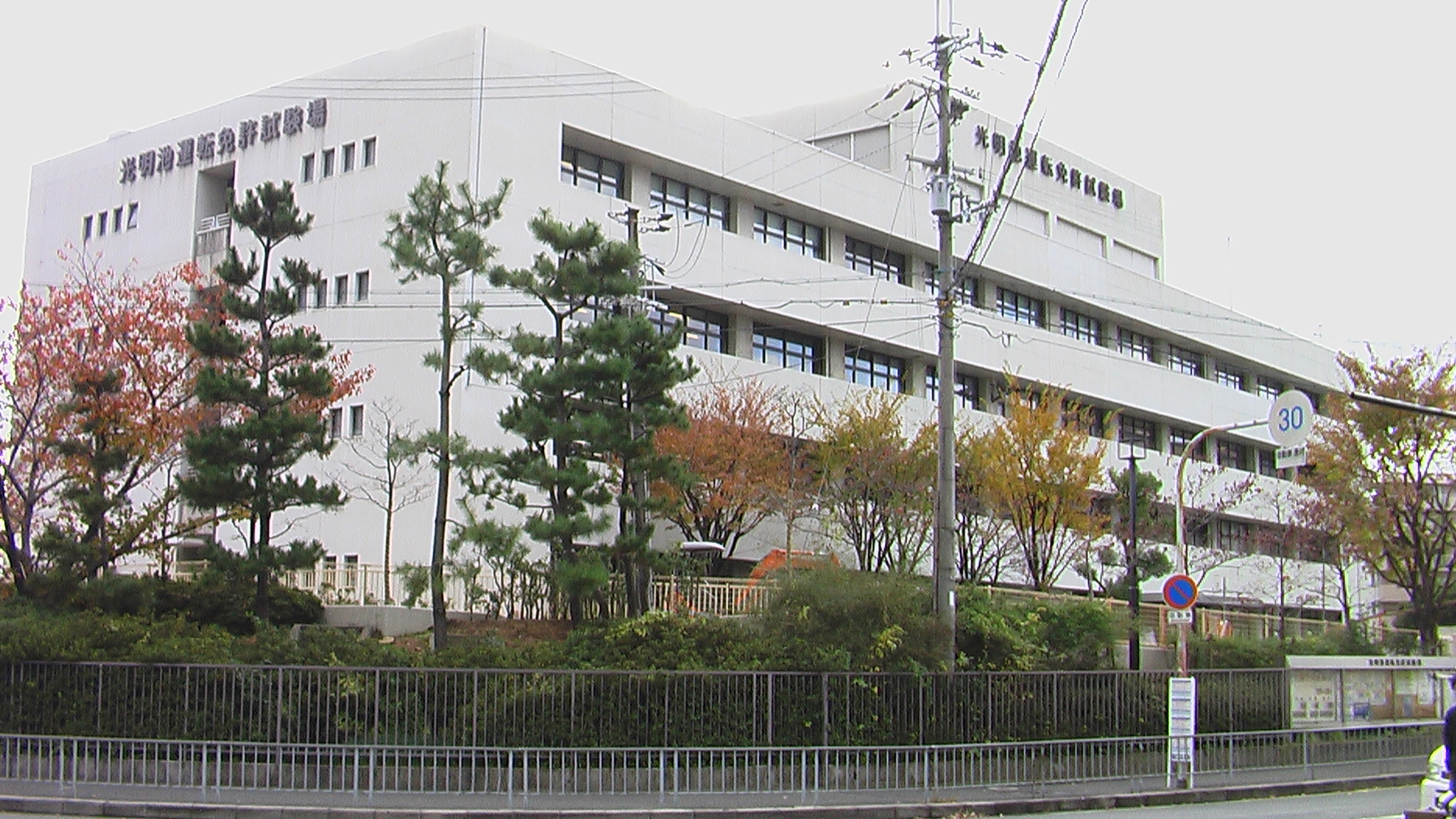
光明池運転免許試験場

光明池運転免許試験場（こうみょういけうんてんめんきょしけんじょう）は、大阪府和泉市にある大阪府警察が管理する運転免許試験場。通称は「光明池」。

## 所在地・アクセス（交通機関）・運営時間
- 大阪府和泉市伏屋町5丁目13番1号
  - 南海泉北線 光明池駅から徒歩約5分（約400m）。幹線道路をまたぐ歩道橋が設置されており、駅から信号待ちをせずたどり着くことができる。
- 受付時間は平日の午前8時45分から正午・および午後0時45分から午後5時。なお、午後2時30分までに受け付けた免許証は当日交付も可能（他府県からの転入と再交付の場合は後日扱い）
- 土曜日・日曜日・祝日（振替休日含む）や年末年始（12月29日から翌年1月3日）は、業務を行わない。このため、日曜日に免許更新手続きを希望する場合は、京阪本線の古川橋駅が最寄り駅となる門真運転免許試験場の利用を大阪府警察は推奨している。土曜日と祝日は本試験場と同様に休日である。

## 施設
- 食堂・売店
- 有料駐車場
- 無料駐輪場、バイク置き場